# Heiligdom van Canólich
Het Heiligdom van Canólich (Catalaans: Mare de Déu de Canòlic) is een aan Maria gewijde kerk. Het gebouw is gelegen in de bergen nabij de parochie van Sant Julià de Lòria in Andorra, en is geclassificeerd als cultureel erfgoed van Andorra.

## Beschrijving
Het gebouw is gelegen op de hellingen van de Sierra Plana, op circa 1550 meter hoogte en een paar honderd meter van het hoogste punt van de pas. De plek is te bereiken door vanuit Aixovall de weg naar Bixessarri richting Spanje te nemen, en vandaar in zuidelijke richting via de collada de la Gallina, die in de Vuelta een aantal keren finishplaats is geweest. Voor de romaanse brug van Aixovall is er een klein oratorium links van de Valira, met een afbeelding van de maagd, vanwaar de voetgangers die voorbij kwamen het heiligdom konden zien, dat alleen zichtbaar is vanaf een open plek in het bos.
De oude romaanse kerk die op de plaats moet hebben gestaan, dateerde uit de 13e eeuw. Hiervan zijn geen structuren bewaard gebleven. Het koor dateert uit 1680, het schip werd vergroot in 1879 en de gevel werd vernieuwd in 1923. Van 1973 tot 1979 werd de kerk gerenoveerd. De kerk is gebouwd op een plek waar volgens de overlevering in 1223 het beeld van Onze Lieve Vrouw van Canólich zou zijn gevonden door een herder uit Bixessarri.
De voorgevel heeft in het midden de ingang, een raam aan elke kant en een oculus boven de deur. Boven de ingang staat een dakruiter met luidklok. Binnenin heeft het een tongewelf en een grote boog met een barok altaarstuk gewijd aan Maria.

## Maagd van Canólich
De Maagd van Canólich is de patroonheilige van de parochie van Sant Julià de Lòria; het beeld uit 1223 wordt bewaard in de parochiekerk van San Julià y San Germà, in Sant Julià de Lòria. De inwoners gaan massaal naar het heiligdom op de laatste zaterdag van mei, wanneer de bijeenkomst wordt gehouden om het beeld te vereren. In 1998 werd de 775ste verjaardag van de bijeenkomst van de Maagd gevierd (1223-1998). Dit festival is geclassificeerd als een immaterieel erfgoed.

## Afbeeldingen

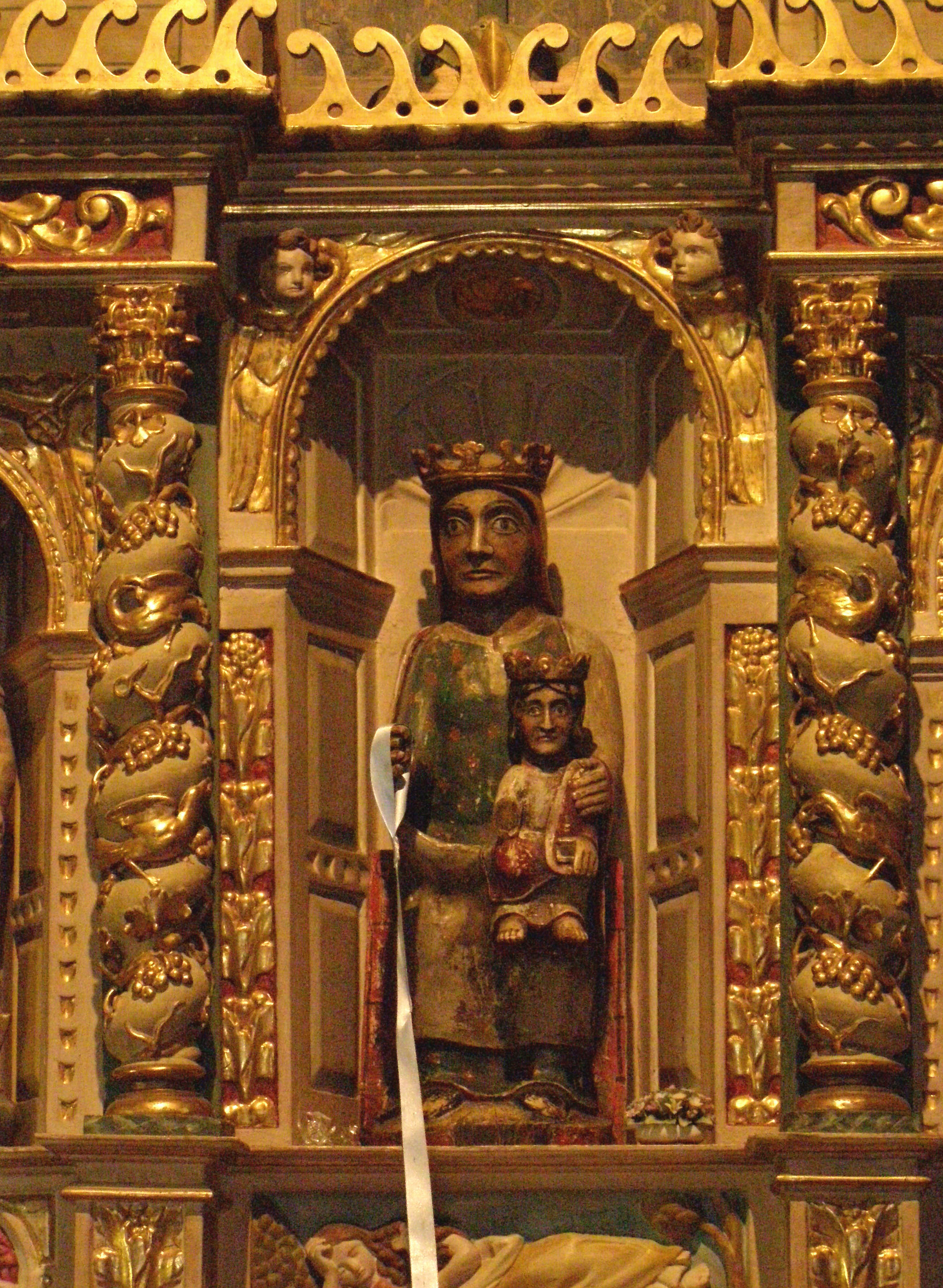
Maredéu
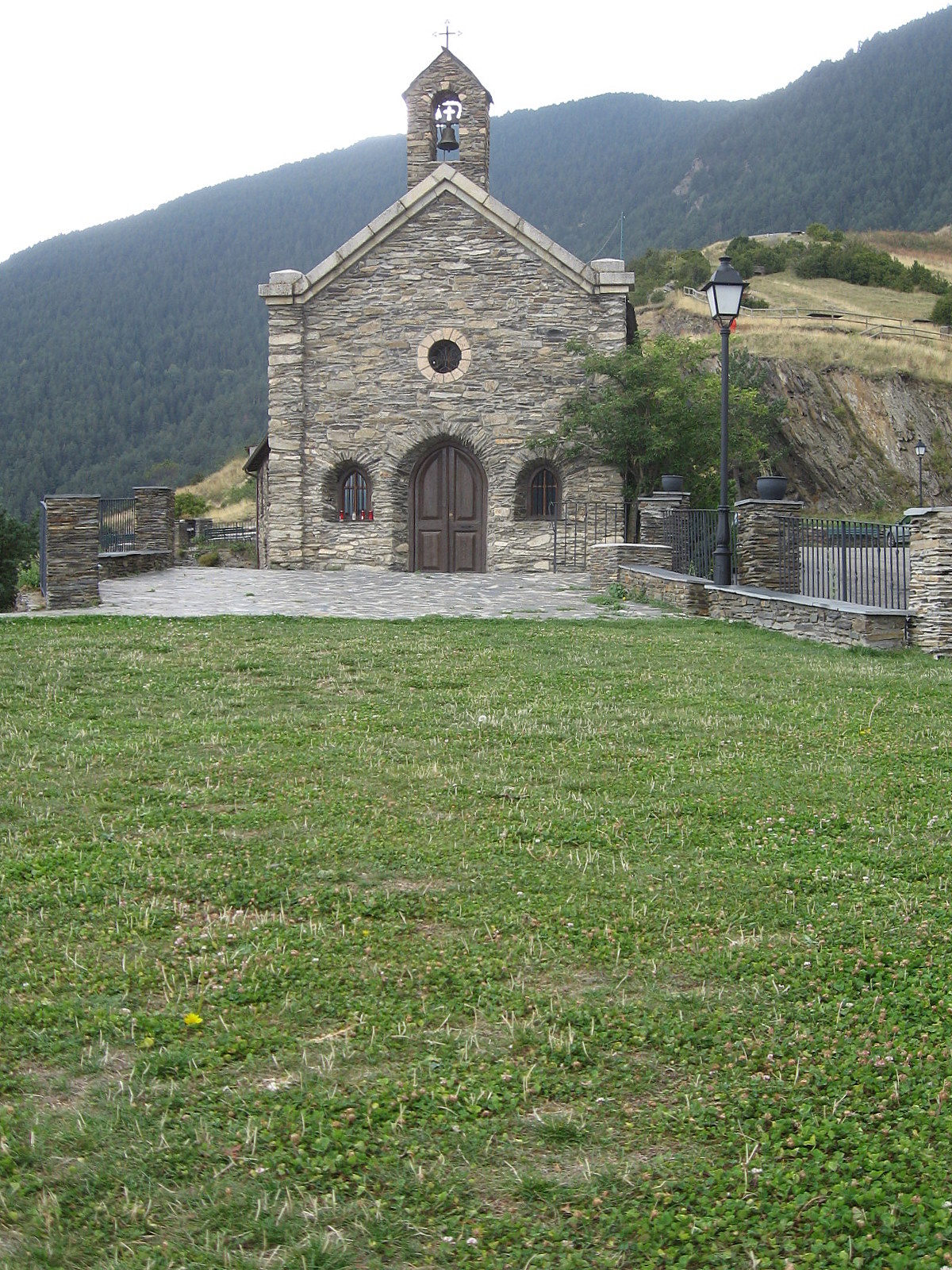
Voortuin
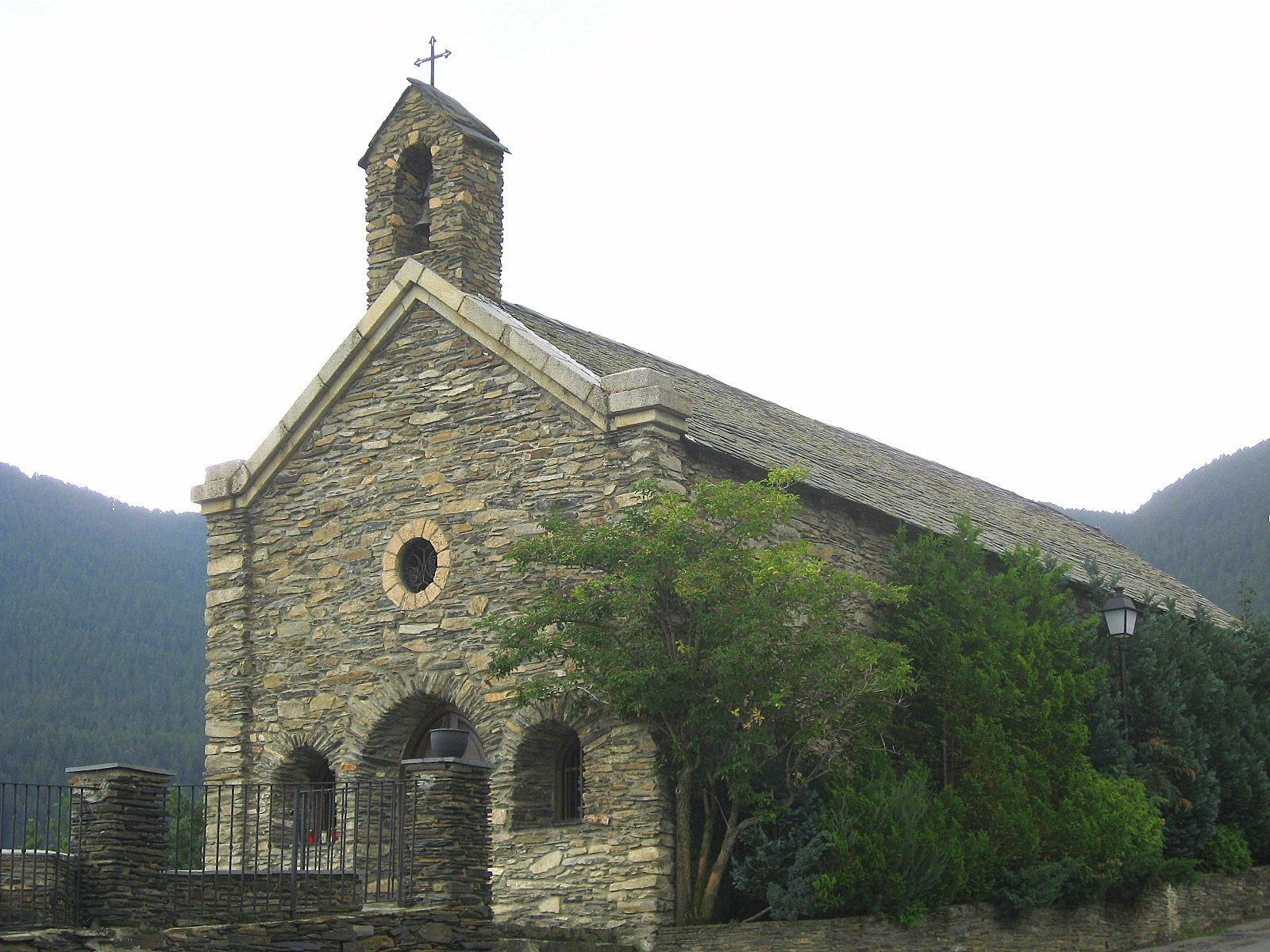
Noordgevel
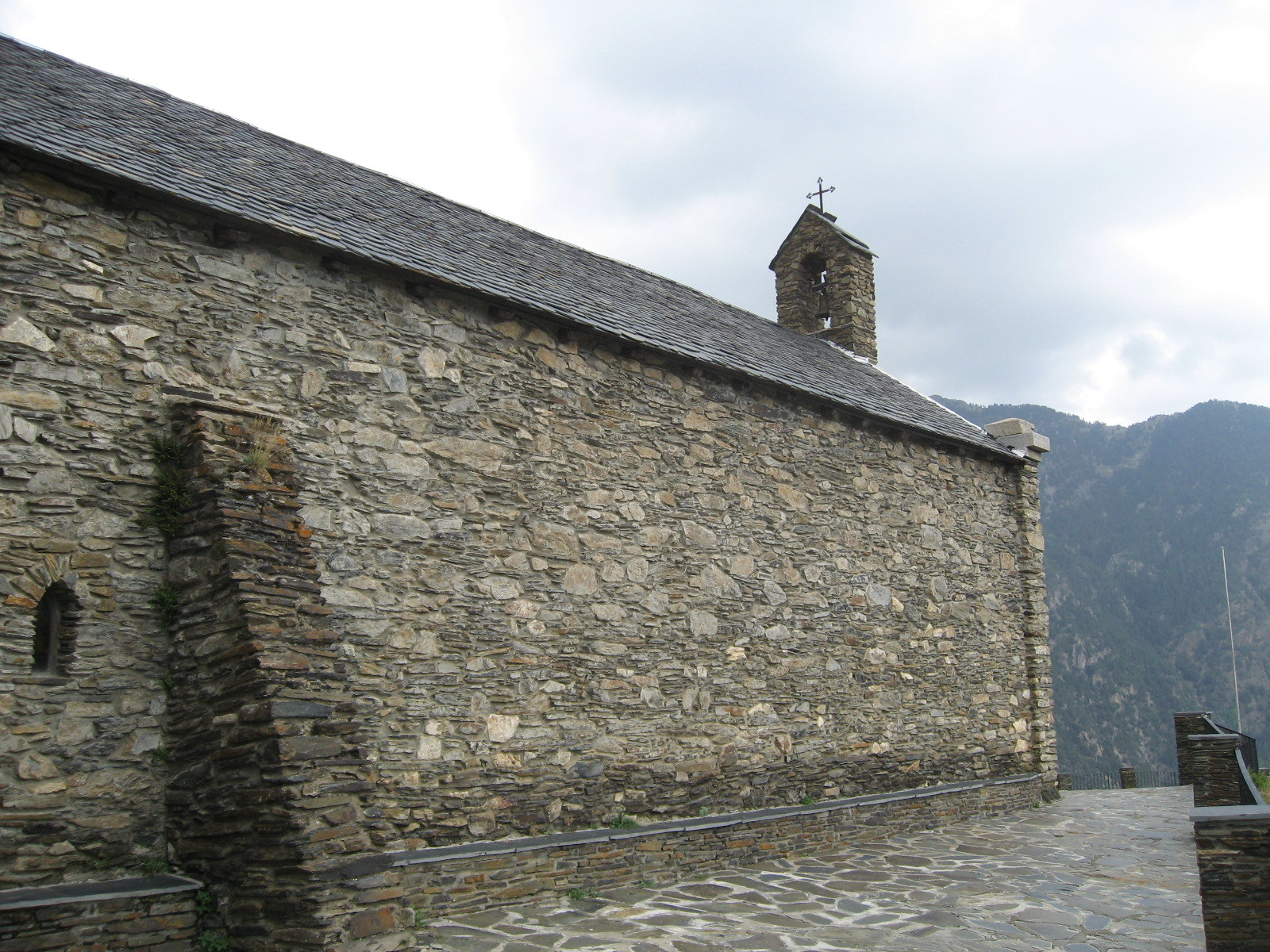
Zuidgevel
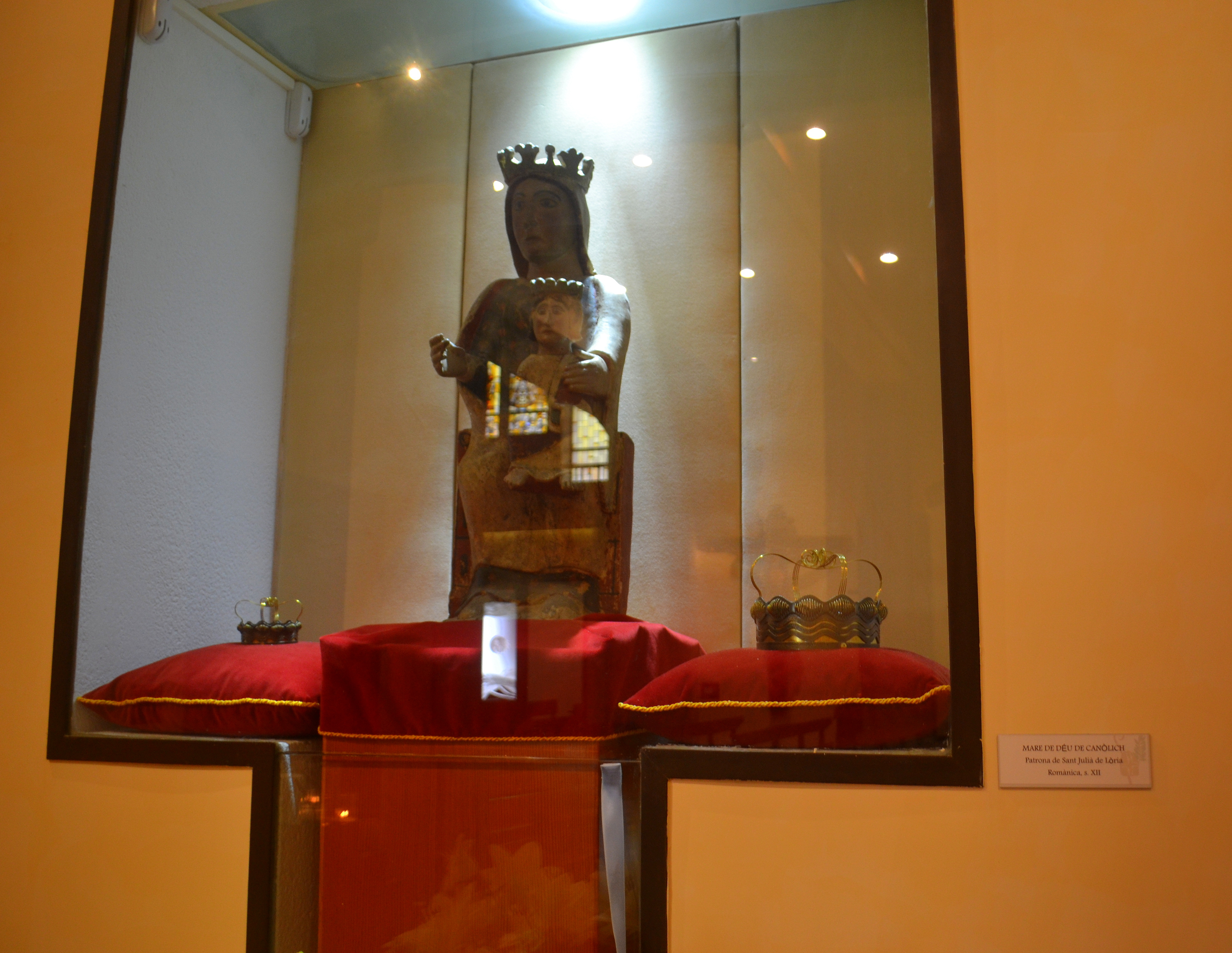
Het beeld dat wordt bewaard in de kerk van Sant Julià